# 3283 Skorina
3283 Skorina eller 1979 QA10 är en asteroid i huvudbältet som upptäcktes den 27 augusti 1979 av den rysk-sovjetiske astronomen Nikolaj Tjernych vid Krims astrofysiska observatorium på Krim. Den har fått sitt namn efter Francysk Skaryna.
Asteroiden har en diameter på ungefär 10 kilometer.